# Dominguinhos

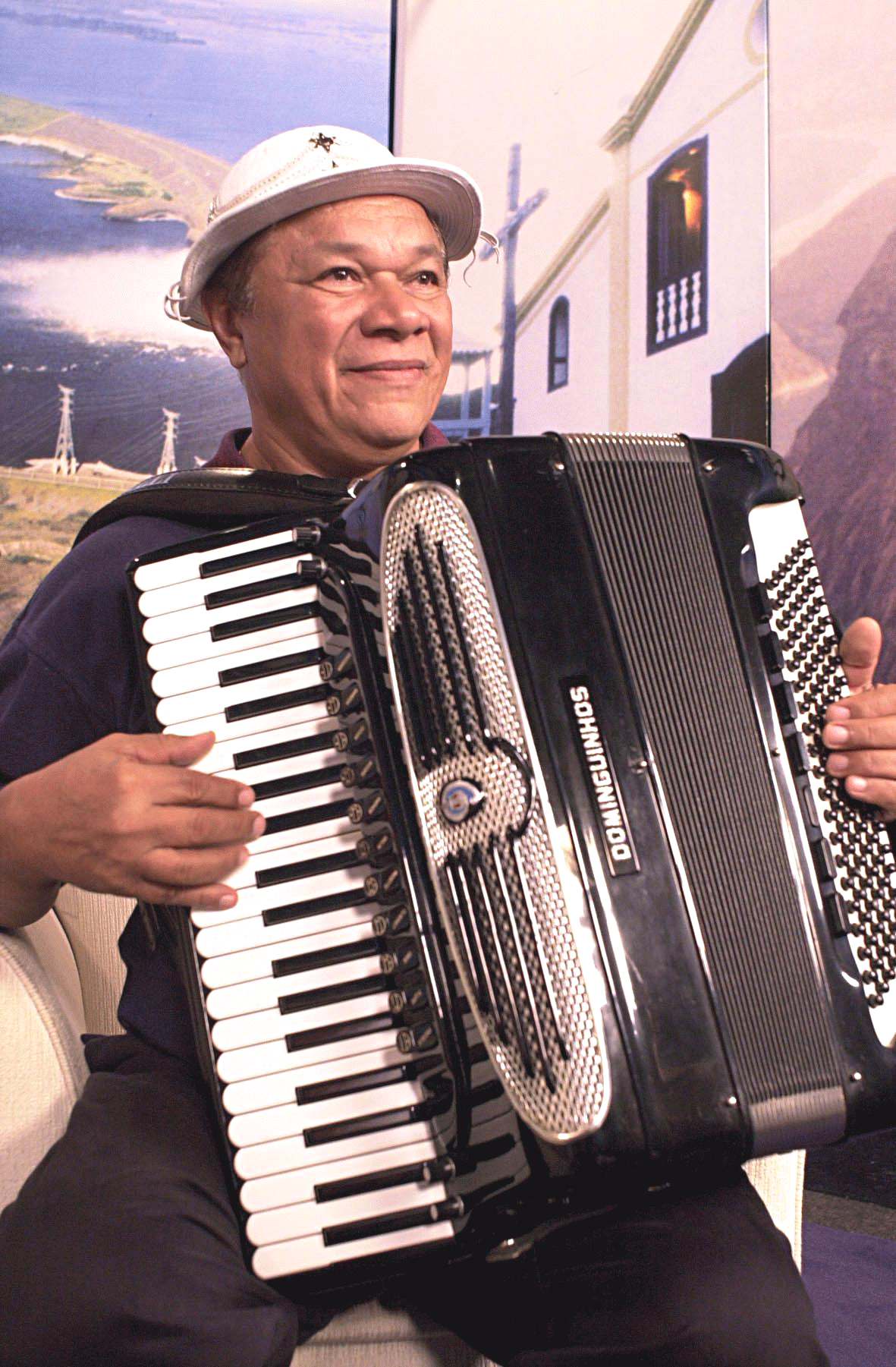
Dominguinhos

Dominguinhos, geboren als José Domingos de Morais (Garanhuns, 12 februari 1941 – São Paulo, 23 juli 2013) was een Braziliaans componist, zanger en accordeonist.
Hij trad op samen met artiesten als Luiz Gonzaga, Caetano Veloso, Gilberto Gil, Gal Costa, Zé Ramalho, Toquinho en Maria Bethânia. Veel van zijn hits zijn opgenomen door Chico Buarque en Fagner. In 1997 zorgde hij voor de soundtrack van de film O Cangaceiro.

## Discografie
- 1964 - Fim de Festa
- 1965 - Cheinho de Molho
- 1966 - 13 de Dezembro
- 1973 - Lamento de Caboclo
- 1973 - Tudo Azul
- 1973 - Festa no Sertão
- 1974 - Dominguinhos e Seu Accordeon
- 1975 - Forró de Dominguinhos
- 1976 - Domingo, Menino Dominguinhos
- 1977 - Oi, Lá Vou Eu
- 1978 - Oxente Dominguinhos
- 1979 - Após Tá Certo
- 1980 - Quem me Levará Sou Eu
- 1981 - Querubim
- 1982 - A Maravilhosa Música Brasileira
- 1982 - Simplicidade
- 1982 - Dominguinhos e Sua Sanfona
- 1983 - Festejo e Alegria
- 1985 - Isso Aqui Tá Bom Demais
- 1986 - Gostoso Demais
- 1987 - Seu Domingos
- 1988 - É Isso Aí! Simples Como a Vida
- 1989 - Veredas Nordestinas
- 1990 - Aqui Tá Ficando Bom
- 1991 - Dominguinhos é Brasil
- 1992 - Garanhuns
- 1993 - O Trinado do Trovão
- 1994 - Choro Chorado
- 1994 - Nas Quebradas do Sertão
- 1995 - Dominguinhos é Tradição
- 1996 - Pé de Poeira
- 1997 - Dominguinhos & Convidados Cantam Luiz Gonzaga
- 1998 - Nas Costas do Brasil
- 1999 - Você Vai Ver o Que é Bom
- 2001 - Dominguinhos ao vivo
- 2001 - Lembrando de Você
- 2002 - Chegando de Mansinho
- 2004 - Cada un Belisca un Pouco (met Sivuca en Oswaldinho,
- 2005 - Elba Ramalho & Dominguinhos
- 2006 - Conterrâneos
- 2008 - Yamandu Costa